# Gumie
 (signalé en mai 2025).
Si vous disposez d'ouvrages ou d'articles de référence ou si vous connaissez des sites web de qualité traitant du thème abordé ici, merci de compléter l'article en donnant les références utiles à sa vérifiabilité et en les liant à la section « Notes et références ».
- Archive Wikiwix
- Bing
- Cairn
- DuckDuckGo
- E. Universalis
- Gallica
- Google
- G. Books
- G. News
- G. Scholar
- Persée
- Qwant
- (zh) Baidu
- (ru) Yandex
- (wd) trouver des œuvres sur Wikidata

? – 480 av. J.C.
Entités suivantes :
- Yue (État)

Gumie (chinois : 姑蔑) était un petit État de la dynastie Zhou et de la période des printemps et automnes (722-479 av. J.-C.) allant du sud-ouest de Yue, dans la province actuelle du Zhejiang, au sud-ouest de la Chine, autour des villes de Jinhua et Quzhou, jusqu'à Yushan dans le nord de la province du Jiangxi. On pense qu'il s'agit d'un vestige du peuple Dongyi qui peuplait une grande partie de la Chine orientale. Il a été conquis par le roi Goujian (en) de Yue au plus fort de l'expansionnisme de Yue, après quoi la région est tombée sous le contrôle de Chu après la chute de Yue à Chu. Finalement, la région a été conquise par Qin après la conquête de Chu par Qin. On pense que son clan dirigeant était le même que celui de Xu (État) (en), celui de Ying (嬴).

## Complexe funéraire
Un complexe funéraire qui a été découvert dans le district de Qujiang, dans la ville de Quzhou de la province du Zhejiang, est probablement le lieu de sépulture royal de Gumie. Quatre des dix tombes ont été fouillées entre 2018 et 2021.[réf. nécessaire]